# Hipódromo de Frauenfeld
El Hipódromo de Frauenfeld (en alemán: Pferderennbahn Frauenfeld; en francés: Hippodrome de Frauenfeld) está situado en Frauenfeld, Suiza. Alberga numerosas carreras de caballos, con todas las modalidades combinadas (trote, planas, con vallas, carrera de obstáculos). En este espacio se desarrollan tres competencias anuales en la primavera. Cuenta con una pista de hierba de 1.500 metros, que va hacia la derecha. El evento más destacado de la temporada es el Derby de Suiza (carrera plana).